# Eacidi

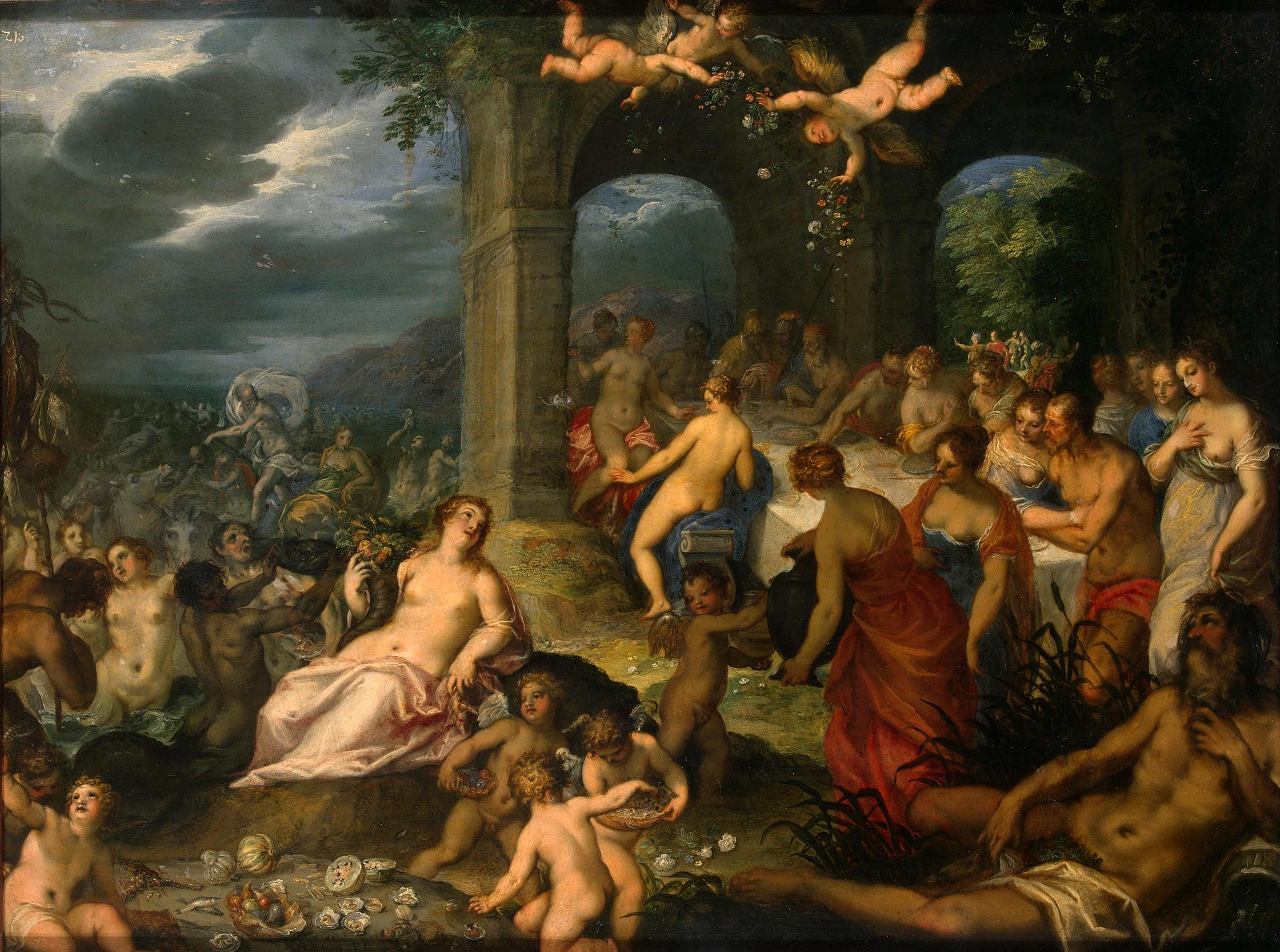
Sposalizio di Peleo e Teti.

Gli Eacidi (in greco antico: Αἰακίδαι?, in latino Aeacĭdae), appartenenti alla dinastia eacide dell'antico Epiro, furono principi dei Molossi (che facevano risalire la loro origine a Neottolemo) e poi re di Epiro, fino alla morte di Deidamia II, figlia di Pirro II, nel 230 a.C. o 231 a.C. Essi vantavano di discendere dal leggendario Eaco, considerato fondatore della dinastia, padre di Peleo, nonno di Achille. I re di Epiro e Olimpiade, madre di Alessandro Magno, vantavano l'appartenenza a questo lignaggio.
Eaco nella mitologia greca era il re dell'isola di Egina, che si trova nel Golfo Saronico. Secondo la leggenda, Eaco era figlio di Zeus e di Egina, figlia di Asopo e Metope. Prima moglie di Eaco fu Endeide, una donna di cui non si conoscevano le origini. Questi ebbero due figli: Peleo (padre di Achille) e Telamone (padre di Aiace).
Il primo sovrano degli Eacidi fu Tarripa (Θαρύπας), dal 430 a.C., che portò a termine l'unificazione del regno. Quest'ultimo si distingueva per la gestione collegiale del potere in una diarchia, che si conservò dalla morte di Alceta I, col governo comune dei suoi due figli (Aribba e Neottolemo I).